# アカマダラ (蝶)
アカマダラ（赤斑、学名：Araschnia levana）はタテハチョウ科のチョウの一種である。

## 概要
国内では北海道の特産種。サカハチチョウときわめてよく似ており、春型と夏型で外見が異なる。夏型は黒地に白の模様でイチモンジチョウを小型にしたような姿であり、春型にあるようなオレンジ色が見られない。これは幼虫時代の日照時間の長さが影響する（日を短くして飼育すると春型になる）。サカハチチョウより小ぶりであり、後翅の基部近くに白い矩形紋が現れる。
卵は幼虫の餌となるイラクサ類の下に積み重ねて産む。これは、卵をイラクサの花に擬態させて捕食者から逃れるためだと考えられている。幼虫は群生して餌を食べ、蛹で冬を越す。年二化性。

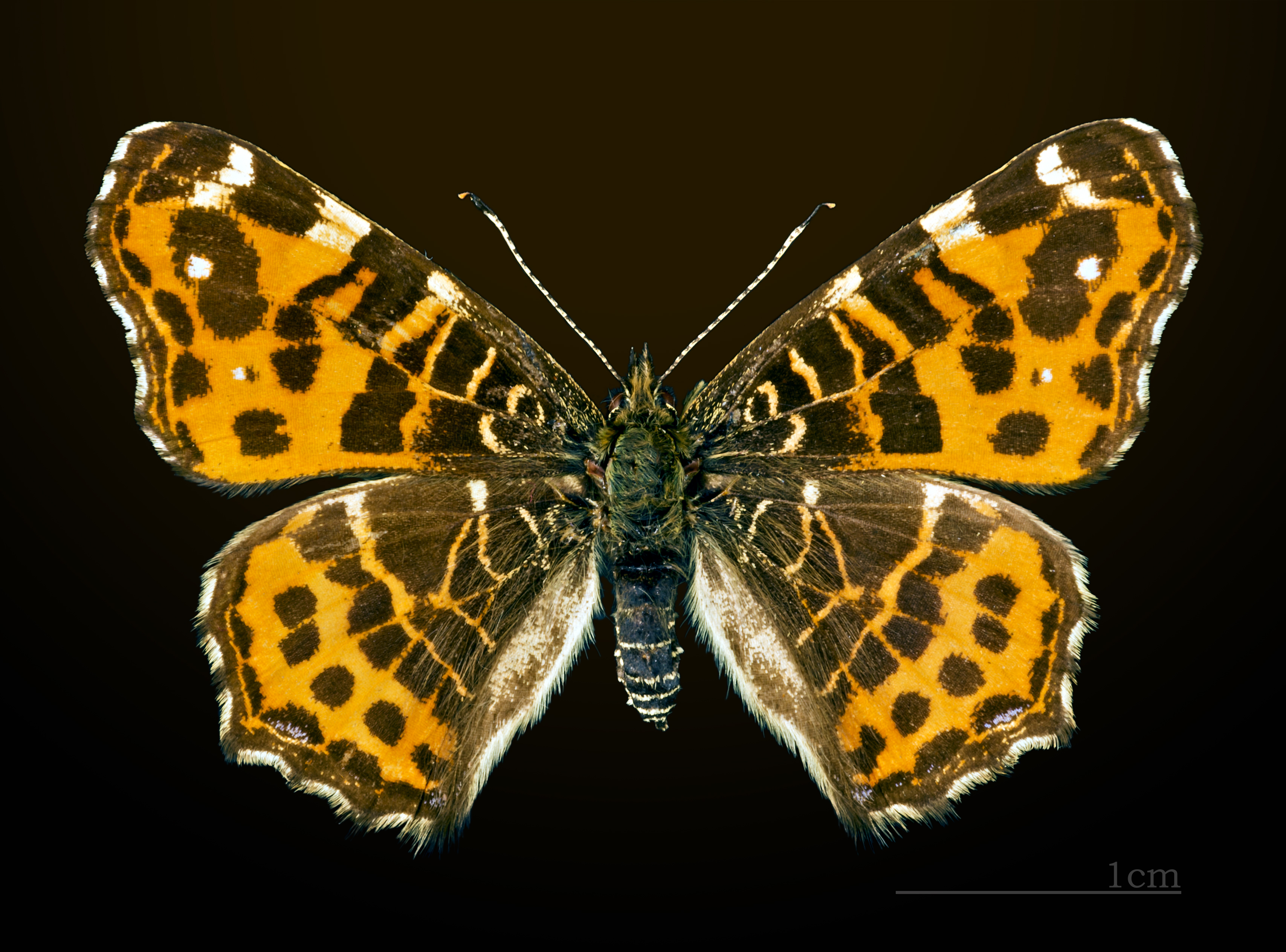
Araschnia levana f. prorsa
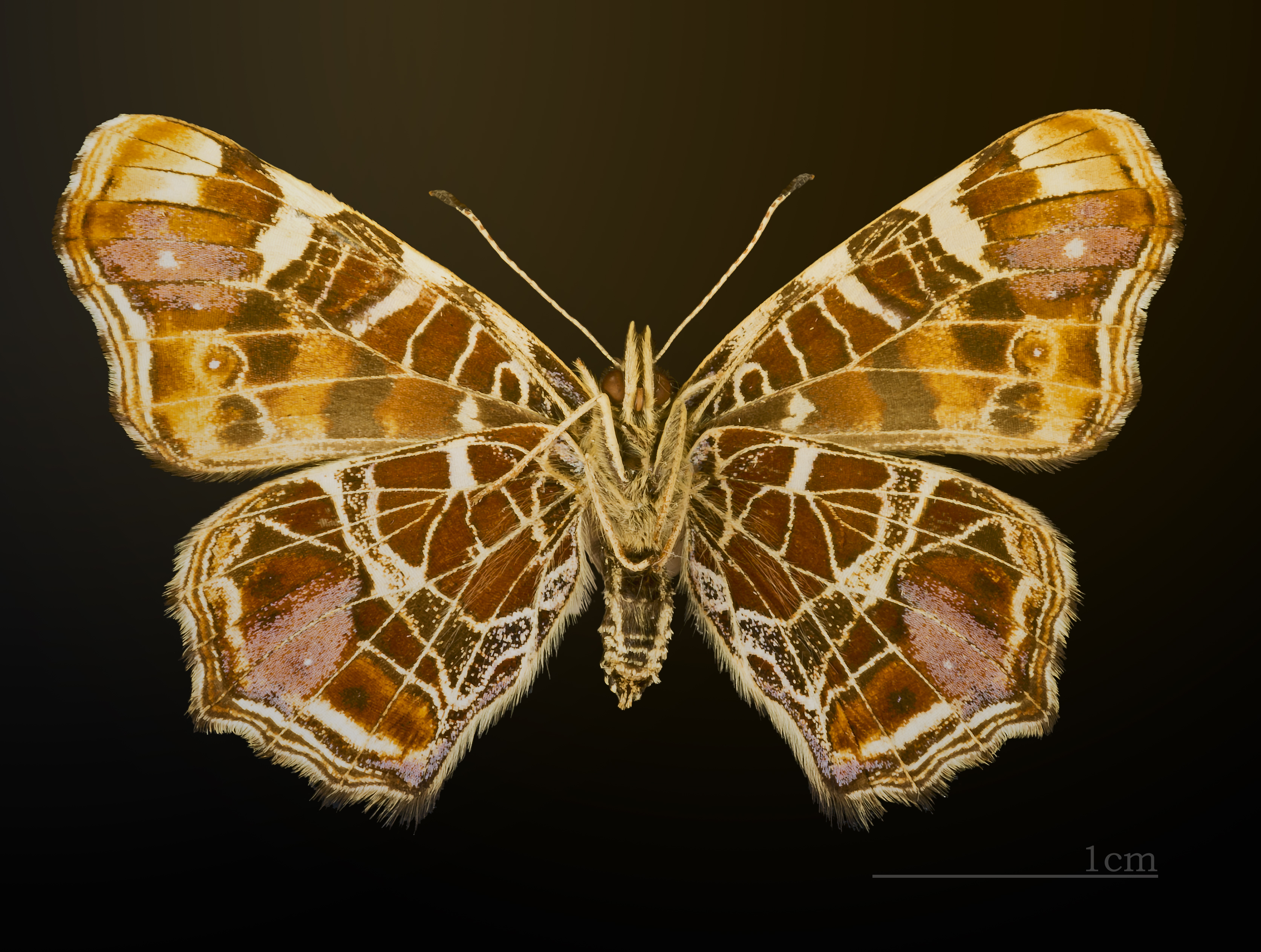
Araschnia levana f. prorsa △
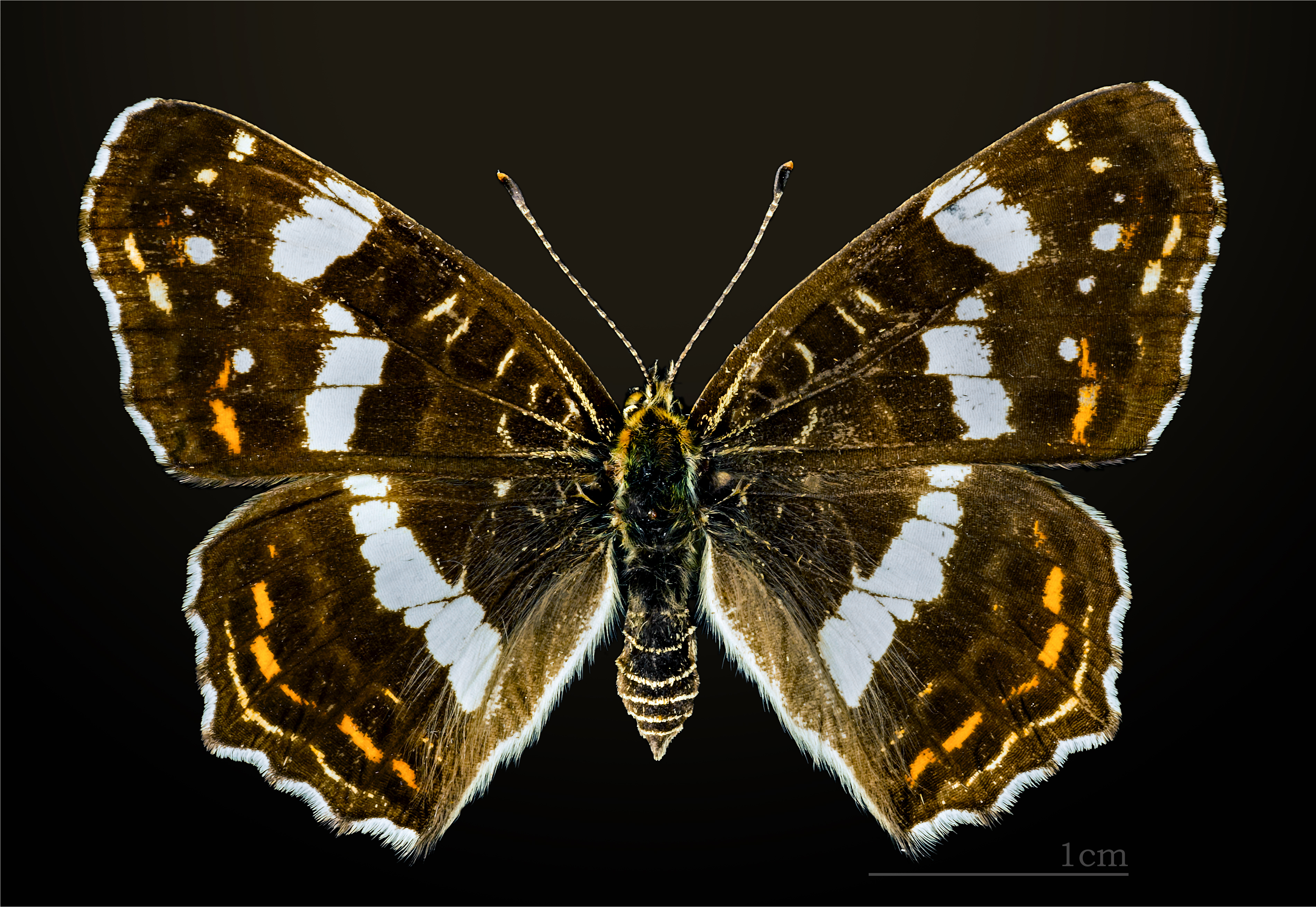
Araschnia levana f. levana
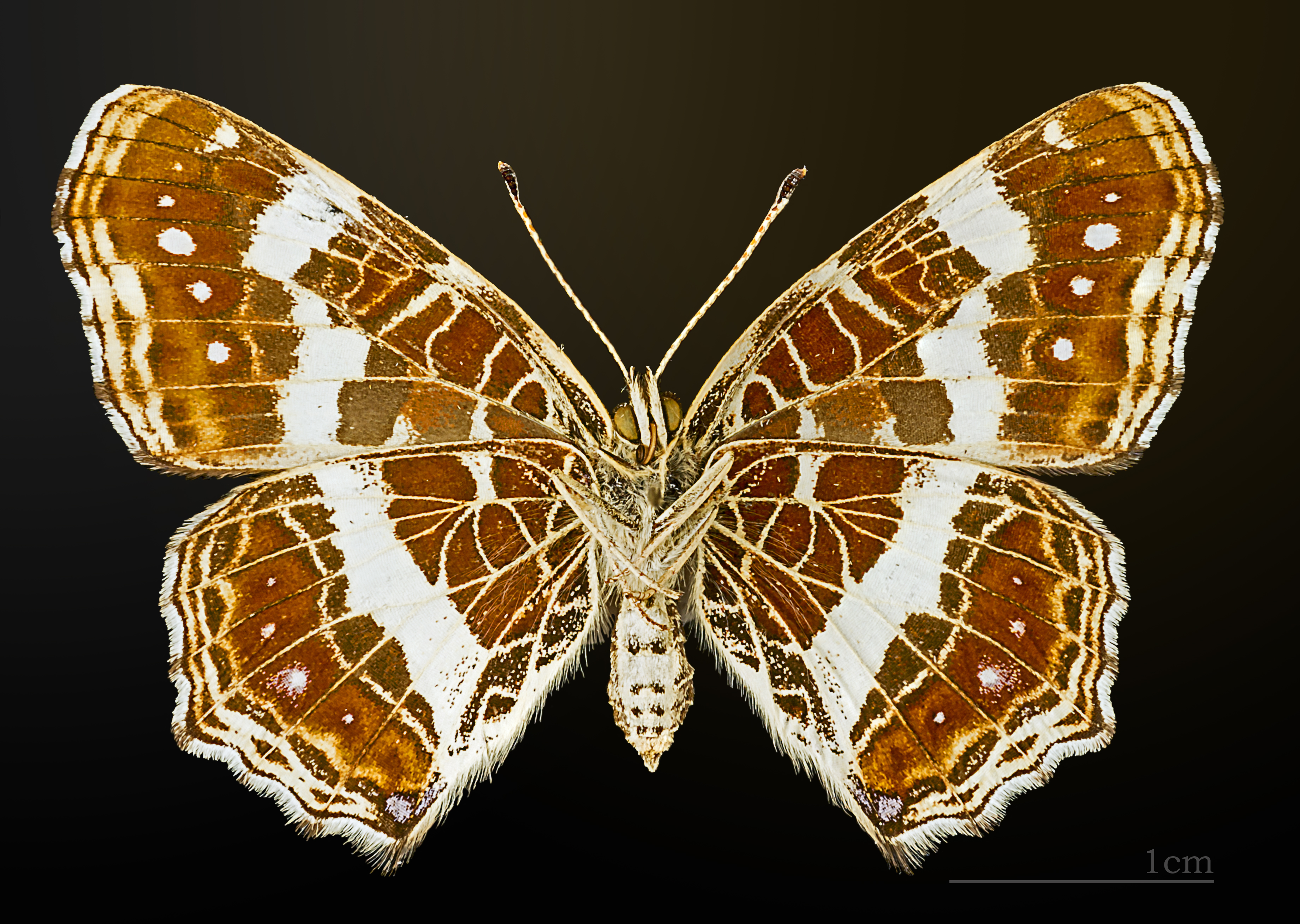
Araschnia levana f. levana  △
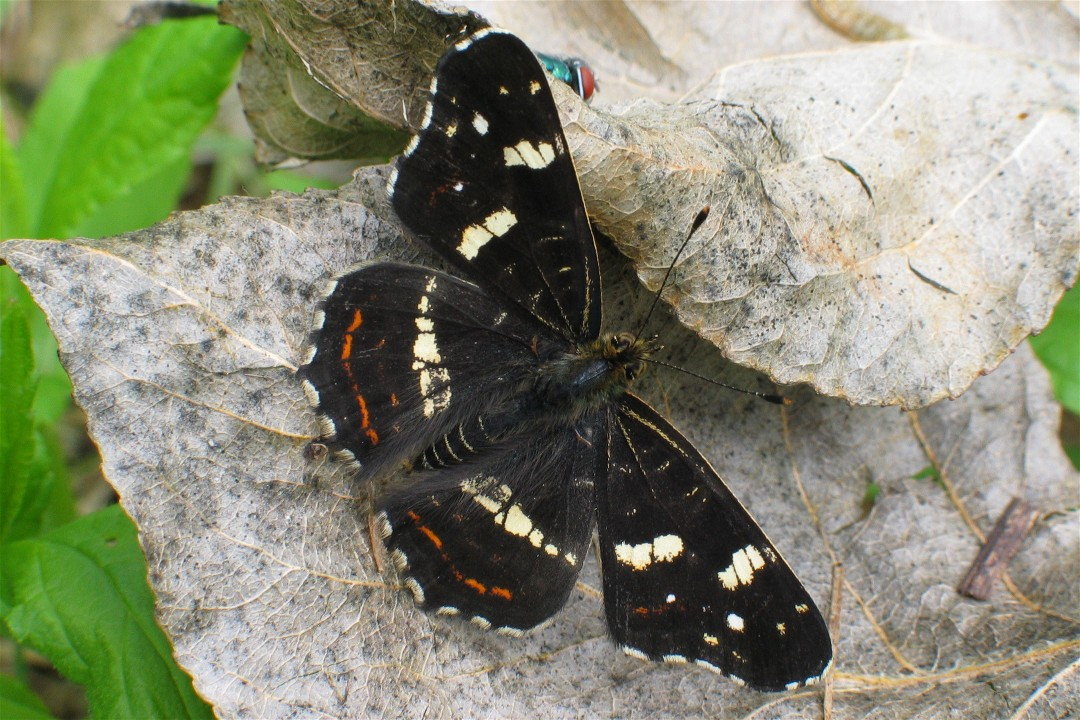
アカマダラの夏型
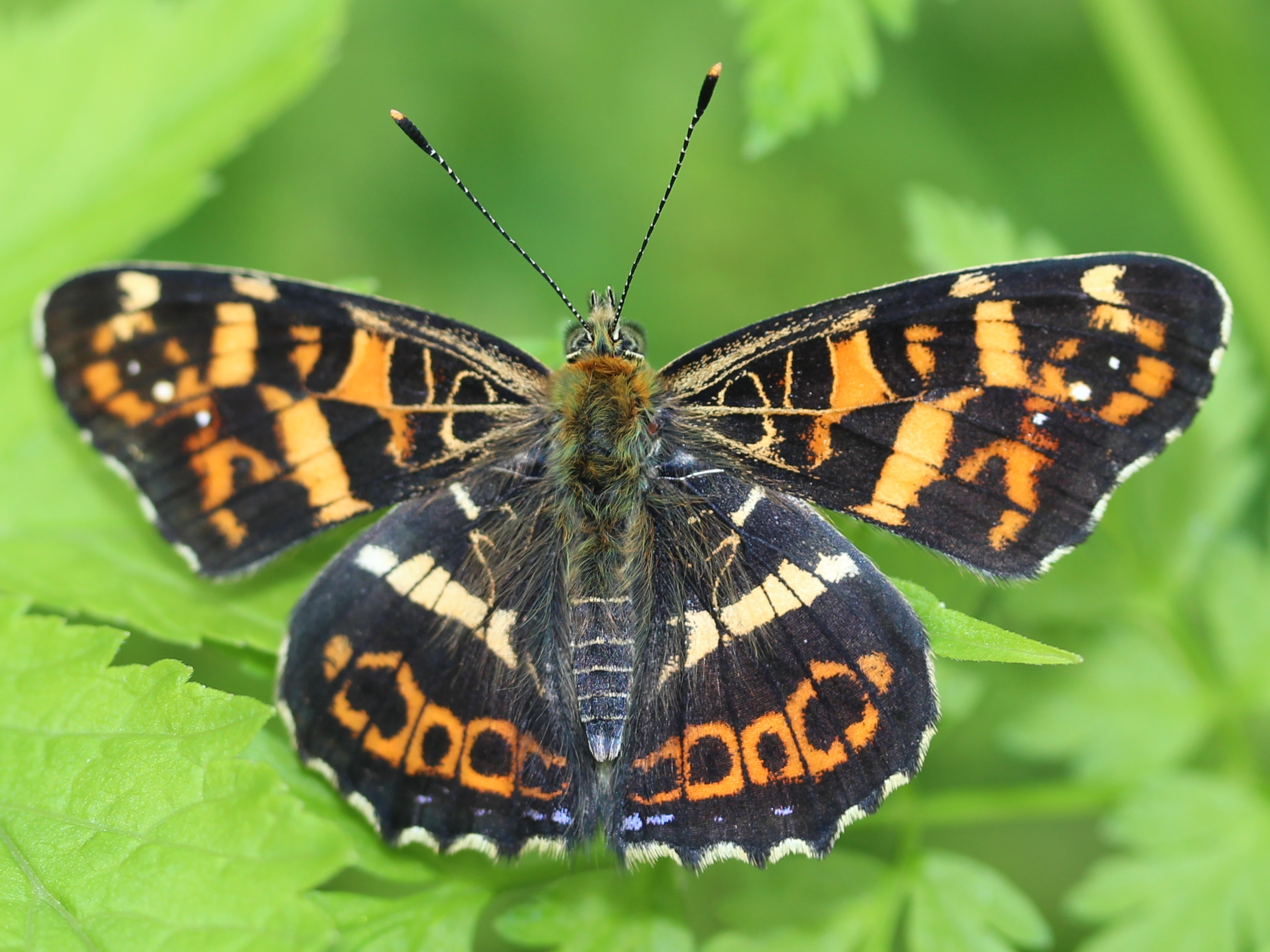
サカハチチョウの春型

## 分布
国内では北海道のみで、渓畔に多いサカハチと違い平地・低山地にも広く生息する。
国外では中央から東ヨーロッパの低地に広く分布し、その分布範囲を西ヨーロッパにも広げつつある。

## 渡り蝶
イギリスでは非常に珍しい渡り蝶として見られる。しかし、結局失敗に終わったが（そして現在では違法行為であるが）、過去100年の間に何度か、この蝶をイギリスに移入しようという試みがなされたことがある。1912年にはワイ渓谷、1920年代にはワイア森、1942年には南デボン、1960年代にはウースター、1970年代にはチェシャー、そして1990年代には南ミッドランドへの導入が試みられた。これらの試みは全て失敗に終わり、イギリスで野生の卵、幼虫が見つかったことはない（1981年に制定された法律により、外来種を野生に放すことは違法となった）。